# Hebestigma cubense
Hebestigma es un género monotípico de plantas con flores perteneciente a la familia Fabaceae. Su única especie:  Hebestigma cubense (Kunth) Urb., es originaria de Cuba.

## Descripción
Es un árbol que alcanza un tamaño de 5-12 m de altura; las hojas de 15-30 cm; por lo general con 7-9 foliolos de aovados a oblongo-lanceolados, de 5-15 cm, agudos o acuminados, de color verde el haz, más pálidos en el envés, reticulados; peciolillos de 6-8 mm; la inflorescencia en racimos de 8-15 cm; cáliz de 4-5 mm de largo y de 6-7 mm de ancho; lóbulos anchamente triangulares; corola de 12-18 mm, rosada; legumbre de 10-18 cm de largo y de 2-3.2 cm de ancho, negruzca; semillas suborbiculares, negras, de 18-20 mm.

## Taxonomía
Hebestigma cubense fue descrita por (Kunth) Urb. y publicado en Symbolae Antillanae seu Fundamenta Florae Indiae Occidentalis 2(2): 289. 1900.
Sinonimia
- Gliricidia cubensis (Kunth) C.Wright
- Gliricidia latifolia Griseb.
- Gliricidia platycarpa Griseb.
- Gliricidia sagraei Urb.
- Hebestigma cubense var. latifolium (Griseb.) Urb.
- Lonchocarpus latifolius Sagra
- Robinia cubensis Kunth[4]

## Nombres comunes
- En Cuba: frijolillo, guamá piñón, juravaina.[2] En Venezuela se la llama acurutú.[5]